# Rougemont (Côte-d'Or)
Rougemont is een gemeente in het Franse departement Côte-d'Or (regio Bourgogne-Franche-Comté) en telt 174 inwoners (2004). De plaats maakt deel uit van het arrondissement Montbard.
De dorpskerk, Église de la Nativité, is de voormalige kloosterkerk van een benedictinessenabdij. Een portaal van de kerk bevat beelden uit de 13e eeuw die het leven van Maria voorstellen.
Op een heuvel buiten het dorp staat de ruïne van een donjon. Deze is gebouwd omstreeks het jaar 1000 en een deel van het metselwerk bestaat uit opus spicatum.

## Geografie
De oppervlakte van Rougemont bedraagt 9,3 km², de bevolkingsdichtheid is 18,7 inwoners per km². De plaats ligt aan de Armançon en het Bourgondisch Kanaal.
De onderstaande kaart toont de ligging van Rougemont (Côte-d'Or) met de belangrijkste infrastructuur en aangrenzende gemeenten.

## Demografie
Onderstaande figuur toont het verloop van het inwonertal (bron: INSEE-tellingen).